# Estación de Vallparadís Universidad
Vallparadís Universidad (UPC-Vallparadís en el proyecto constructivo) es una estación subterránea de ferrocarril suburbano de la prolongación de la línea S1 (Metro de Tarrasa) en la Línea Barcelona-Vallés de FGC en el parque de Vallparadís, localidad de Tarrasa. La estación se abrió al público el 29 de julio de 2015 al que al día anterior se celebraron unas jornadas de puertas abiertas. En 2018 registró un tráfico de 1 093 349 usuarios.

## Situación ferroviaria
Se ubica en el punto kilométrico 21,670 de la línea férrea de ancho internacional Las Planas-Tarrasa. El tramo es de vía doble y está electrificado.

## Historia
Se inauguró el 28 de julio de 2015, con la apertura de la línea entre las estaciones de Tarrasa-Rambla y Tarrasa-Naciones Unidas, entrando en servicio comercial el 29 de julio de ese año. Las obras se habían iniciado en el año 2003, pero sufrió varias demoras en su construcción debido a los restos arqueológicos hallados en torno al foso del Castillo Cartujo de Vallparadís y a los cambios en la ejecución del proyecto de la prolongación en Tarrasa.

## La estación[3]
La estación de Vallparadís Universidad se encuentra en el subsuelo de la plaza de los Derechos Humanos y de la calle Salmerón con la avenida Jacquard. Desde la plaza se accede por un edificio con puertas automáticas a un pequeño vestíbulo con máquinas de venta de billetes y las barreras tarifarias. Una vez pasado el control de accesos, hay cuatro ascensores, teniendo uno de ellos parada en el vestíbulo inferior y siendo los otros tres directos hasta el nivel andén, superando un desnivel de 25,5 metros existente. El vestíbulo inferior (principal) tiene acceso sin escaleras desde el exterior desde el Parque de Vallparadís y dispone de máquinas de venta de billetes y barreras tarifarias. Pasadas éstas se accede a un gran espacio donde están los accesos de bajada al andén, que se podrá hacer por el ascensor con parada o bien por dos núcleos de escaleras, uno de ellos con escalera fija y mecánica y el otro sólo con escaleras fijas. No hay escaleras interiores en la estación para subir a la plaza de los Derechos Humanos, teniendo que hacerlo en este caso por los caminos y escaleras del Parque. Entre el vestíbulo superior y el inferior hay cuatro plantas que serán destinadas a consultas externas del Hospital Mutua de Tarrasa. Los trenes circulan por el nivel más inferior formado por las dos vías generales y un andén central doble de 85 metros de longitud con una anchura de 9 metros. Completan las instalaciones una subcentral eléctrica situada junto a la calle de la Igualdad.

## Servicios ferroviarios
El horario de la estación se puede descargar en el siguiente enlace. El plano de las líneas del Vallés en este enlace. El plano integrado de la red ferroviaria de Barcelona puede descargarse en este enlace.
| << cabecera                   | < estación     | línea | estación >                                           | cabecera >>             |
| ----------------------------- | -------------- | ----- | ---------------------------------------------------- | ----------------------- |
| Línea Barcelona-Vallés de FGC |                |       |                                                      |                         |
| Barcelona-Plaza de Cataluña   | Tarrasa-Rambla |       | Tarrassa-Estación del Norte (Correspondencia con , ) | Tarrasa-Naciones Unidas |